# Астрорубинар
Астрорубина́р — любительский телескоп на основе зеркально-линзового объектива «МС Рубинар 10/1000 макро», выпускающийся на Лыткаринском заводе оптического стекла (ОАО ЛЗОС). Имеет оборачивающую систему, для удобного наблюдения за наземными объектами, панкратическое устройство, для плавного изменения увеличений, в диапазоне 22—175×, и призму 90°, для удобного наблюдения высоко расположенных небесных объектов.

## Комплект поставки
- Объектив МС Рубинар 10/1000 макро
- Окулярный узел прямой, 1.25"
- Окулярный узел с 90° призмой, 1.25"
- Окуляр «ОК-8×»: F = 30 мм, 2w = 30°, тип Кёльнера
- Окуляр «ОК-17×»: F = 15 мм, 2w = 44° (40°), тип Плёссла
- Окуляр «ОК-26×»: F = 9.4 мм, 2w = 61° (56°), тип Кёнига-I
- Футляр-сумка для окулярных узлов и окуляров
- Руководство по эксплуатации телескопа

## Технические характеристики
| Параметры                                                                    | Значение      |
| ---------------------------------------------------------------------------- | ------------- |
| Увеличение телескопа со штатными окулярными узлами и окулярами, ×            | 22 .. 175×    |
| Входной световой диаметр передней линзы, мм                                  | 106 мм        |
| Световой диаметр выходного зрачка, мм                                        | 4,8 .. 0,6 мм |
| Диаметр главного зеркала, мм                                                 | 104 мм        |
| Световой диаметр главного зеркала, мм                                        | 100 мм        |
| Линейное центральное экранирование пробкой вторичного зеркала, мм            | 38 мм         |
| Линейное центральное экранирование юбкой бленды вторичного зеркала, мм       | 43 мм         |
| Толщина главного зеркала, мм                                                 | 12 мм         |
| Диаметр отверстия в главном зеркале, мм                                      | 36.5 мм       |
| Измеренный радиус кривизны главного зеркала, приблизительно, мм              | 423+-15 мм    |
| Диаметр линз полноапертурного корректора, мм                                 | 109.8 мм      |
| Толщины линз полноапертурного корректора по краю, мм                         | 10 мм, 7 мм   |
| Выходной световой диаметр объектива, мм                                      | 31,1 мм       |
| Фокусное расстояние объектива, номинальное, мм                               | 1000 мм       |
| Относительное отверстие объектива, паспортное                                | 1:10          |
| Линейное поле зрения объектива, мм                                           | 42 мм         |
| Линейное поле зрения телескопа со штатными окулярными узлами и окулярами, мм | <13 мм        |
| Угловое поле зрения объектива, °                                             | 2°30’         |
| Угловое поле зрения телескопа, со штатными окулярными узлами и окулярами, °  | 21’ .. 1°     |
| Тип крепления окуляров                                                       | 1,25"         |
| Тип оборачивающей системы в окулярных узлах                                  | Линзовая      |
| Количество линз/групп в оборачивающей системе в окулярного узла              | 5/3           |
| Диапазон изменения увеличения оборачивающей системы в окулярных узлах        | 2,5×          |
| Диапазон увеличений оборачивающей системы в окулярных узлах, ×               | 0,67 - 1,67×  |
| Угол излома оптической оси в окулярном узле с призмой, градусов              | 90°           |
| Тип призмы в соответствующем окулярном узле                                  | Без крыши     |
| Ход геликоида фокусера окулярных узлов, мм                                   | 7 мм          |
| Эквивалентный ход геликоида фокусера объектива, мм                           | 250 мм        |
| Ход геликоида фокусера объектива, мм                                         | 11 мм         |
| Ближний предел фокусировки объектива, м                                      | 4 м           |
| Рабочий отрезок объектива, мм                                                | 45,5 мм       |
| Тип соединения объектива с окулярным узлом или фотоаппаратом                 | резьба М42×1  |
| Присоединительный размер для полноапертурных гладких насадок, мм             | 122 мм        |
| Присоединительный размер резьбы полноапертурных светофильтров                | М116×1        |
| Присоединительный размер резьбы вкручиваемых в объектив светофильтров        | М35,5×0,5     |
| Присоединительный размер резьбы вкручиваемых в окуляры светофильтров         | М28,5×0,6?    |
| Присоединительный размер резьбы для штатива                                  | 1/4"          |

Примечания: 
- Диапазон увеличений телескопа со штатными окулярами делится на три непрерывных поддиапазона соответственно каждому окуляру: 22-54×, 44-110×, 70-175×.
- Геликоид фокусера окулярного узла используется, в первую очередь, для диоптрийной подстройки под глаз наблюдателя, а для наводки на резкость предполагается использование фокусировочного барабана объектива.
- Большой эквивалентный ход геликоида фокусера объектива достигается благодаря особенностям оптической схемы объектива.
- Все оптические поверхности объектива имеют многослойное просветление, а окуляры и окулярные узлы имеют обычное просветление.

## Особенности эксплуатации
- Ввиду сменности окуляров, и их стандартизованного размера, с телескопом «Астрорубинар» возможно применение не только идущих в комплекте, но и других окуляров с форм-фактором 1,25" (посадочным диаметром 31,75 мм), например, для повышение качества изображения, расширения поля зрения, или изменения увеличения.
- Ввиду того что идущие в комплекте окуляры используют простые трех и четырех-линзовые схемы, качество изображения (в первую очередь по полю, даже с учетом его относительно малой величины), может быть повышено применением более сложных и качественных окуляров.
- Посадочные места окуляров, в окулярных узлах, не рассчитаны на стандартную длину бареля в 30 мм, а используют меньшую — 15 мм, так что при использовании окуляров с более длинной втулкой, она не будет утоплена полностью, и часть её будет на виду. Так же могут возникнуть проблемы оптического совмещения фокальных плоскостей, что может потребовать замены бареля окуляра на другой, с длиной 15 мм.
- Надо отметить что по диапазону увеличений штатные окуляры практически полностью покрывают разумный диапазон, за исключением самых низких увеличений. Однако, в штатном комплекте, равнозрачковые увеличения с выходным зрачком 6—8 мм невозможны.
- Оптика «Астрорубинара» отлично работает на больших увеличениях, при этом давая не перевернутое изображение, что является редкостью, и большим достоинством телескопа. Однако вместе с тем объектив «Рубинар» предоставляет выдающиеся возможности для широкоугольных наблюдений, например комет или габаритных объектов глубокого космоса, что подразумевает использование малых увеличений вкупе с широкоугольными окулярами. К сожалению, эта возможность в «Астрорубинаре» не реализована.
- Эффективный диапазон увеличений для объектива «Рубинар» составляет приблизительно от 13× (выходной зрачок 8 мм) до 150× (выходной зрачок 0,7 мм), это соответствует фокусным расстояниям окуляров 75 — 6,5 мм.
- Поле зрения «Астрорубинара» сильно ограничивается малым диаметром линз оборачивающей системы, встроенной в окулярные узлы. При перспективном увеличении их рабочего (светового) диаметра, для сохранения качества изображения, необходимо пропорционально увеличить количество линз в оборачивающей системе.
- Из-за ограниченности поля, вносимого малым диаметром линз оборачивающей системы (их световой диаметр около 12 мм), широкоугольные окуляры имеет смысл использовать только на больших увеличениях. Так, при единичном увеличении оборачивающей системы, рекомендуется применять 65 градусные окуляры с фокусным расстоянием 9.4 мм и менее, для 82 градусных окуляров фокусное расстояние должно быть 6.9 мм и менее, для 100 градусных окуляров — 5.0 мм и менее.
- Для низкого (равнозрачкового) увеличения, используемого, например, для обзора неба и наблюдения предельно слабых по светимости объектов, оптимально использование длиннофокусных окуляров 60-75 мм форм-фактора 2", или более. К сожалению, в комплект телескопа «Астрорубинар» не входят ни такие окуляры, ни окулярные узлы рассчитанные на форм-фактор окуляров 2", и, без дополнительного оборудования, их использовать не получится.
- Равнозрачкового увеличения можно добиться и использованием 1.25" окуляров, но надо отметить что в этом случае видимое поле зрения будет весьма мало. С учетом возможности оборачивающей системы «Астрорубинара» уменьшать увеличение (путём уменьшения эквивалентного фокусного расстояния объектива методом окулярной проекции), при выставлении кольца «зума» его окулярного узла на минимальное увеличение, будет достаточно 50 мм окуляров, которые легче найти в продаже. Выходной зрачок при этом составит почти 8 мм, а видимое поле зрение составит при этом чуть больше 9 градусов, что весьма мало. При выставлении кольца «зума» окулярного узла на единичное увеличение, видимое поле зрение увеличится до 13.7 градуса, при выходном зрачке в 5 мм. Так же для достижения малого равнозрачкового увеличения, возможно применение т. н. фокальных редьюсеров (редукторов), устанавливаемых в окуляр на место фильтра, и уменьшающих эквивалентное фокусное расстояние объектива, уменьшая т. о. увеличение, и расширяя выходной зрачок с одним и тем же окуляром. Так, для получения равнозрачкового увеличения со штатным окуляром 30 мм, понадобится 0.5× редьюсер форм-фактора 1.25" (или два 0.7× редьюсера, соединенных последовательно). Фокальный редьюсер в комплект телескопа «Астрорубинар» не входит.
- Диапазон увеличений телескопа «Астрорубинар», в случае надобности, может быть легко увеличен с помощью, докупаемых отдельно, фотографического телеконвертора (вставляется между объективом и окулярным узлом), или линзы Барлоу форм-фактора 1.25" (вставляется между окулярным узлом и окуляром). Телеконвертер / линза Барлоу могут быть рекомендованы для более удобного наблюдения двойных звезд, или большего выноса выходного зрачка окуляра, при этом, конечно же, несколько увеличиваются световые потери. На практике, для наблюдения земных объектов, в телеконверторе / линзе Барлоу необходимости не возникает, так как большей детализации изображения от их применения, в дополнение к штатному комплекту телескопа, они не дают.
- Использование фокусировочного барабана объектива для фокусировки, особенно при застывшей смазке его геликоида, неудобно, и вынуждает применять усилие на барабане более 6 кг.